# Bangladeško-hrvatski odnosi
|          |           |
| Hrvatska | Bangladeš |

Bangladeško-hrvatski odnosi odnose se na bilateralne međunarodne odnose između Bangladeša i Hrvatske. Bangladeš s Republikom Hrvatskom održava diplomatske odnose, od 18. prosinca 1997. Hrvatska diplomatska misija i konzulat za Bangladeš se nalazi u Indiji. Diplomatska misija Bangladeša za Hrvatsku predstavlja veleposlanstvo u Nizozemskoj.
Godine 17. studenoga 2023. Bangladeš otvara prvu diplomatsku misiju u Hrvatskoj odnosno Počasni Konzulat u Zagrebu. Konzulat vodi Počasni Konzul Nenad Črnac.
Hrvatska je tražila zajedničku suradnju s Bangladešom u brodogradilišnom sektoru. Godine 2012., Bangladeš je godišnje izvozio u Hrvatsku robe u vrijednosti od 30 milijuna $. Bangladeški odjeća i roba od jute, keramika i lijekovi su identificirani kao proizvodi s dobrim potencijalom na hrvatskom tržištu. Bangladeš je pozvao Hrvatsku da zaposli kvalificiranu radnu snagu iz Bangladeša.